# 氣賀澤保規
氣賀澤 保規（けがさわ やすのり、1943年-　）は、日本の歴史学者。中国史専攻。元明治大学教授、明治大学東アジア石刻文物研究所客員研究員、東アジア歴史文化研究所・氣賀澤研究室 代表。

## 経歴
長野県生まれ。1968年京都大学文学部史学科東洋史学専攻卒業、同大学院博士課程修了。佛教大学助教授、富山大学教養部助教授を経て、1995年明治大学文学部教授となる。1996年『府兵制の研究』で、文学博士（京都大学）の学位を取得。2014年3月定年退職。同年4月より、東アジア歴史文化研究所・氣賀澤研究室 代表。「気賀沢」と表記されることもある。

## 主な著書
- 『則天武后』 白帝社「中国歴史人物選」、1995年2月／講談社学術文庫、2016年11月
- 『府兵制の研究―府兵兵士とその社会』 同朋舎「東洋史研究叢刊」、1999年2月
- 『中国の歴史 6　絢爛たる世界帝国 隋唐時代』 講談社 2005年6月／講談社学術文庫 2020年12月

## 主な共編著
- 『中国仏教石経の研究―房山雲居寺石経を中心に―』（京都大学学術出版会、1996年3月）
- 『中国石刻資料とその社会―北朝隋唐期を中心に―』明治大学東洋史資料叢刊4（明治大学東アジア石刻文物研究所、2007年9月）
- 『新版唐代墓誌所在総合目録』（明治大学東アジア石刻文物研究所、明治大学文学部アジア史専攻氣賀澤研究室、2009年10月）
- 『洛陽学国際シンポジウム報告論文集―東アジアにおける洛陽の位置―』明治大学東洋史資料叢刊8（明治大学東アジア石刻文物研究所、2011年3月）
- 『隋唐佛教社會の基層構造の研究』明治大学東洋史資料叢刊12（明治大学東アジア石刻文物研究所、2015年9月）
- 『遣隋使がみた風景―東アジアからの新視点』（八木書店、2012年2月）
- 『中国中世仏教石刻の研究』（勉誠出版、2013年3月）
- 『隋唐洛陽と東アジア―洛陽学の新地平』（法藏館、2020年12月）

## 主な翻訳
- 劉煒編著、氣賀澤保規編訳『図説三国志の世界』（大修館書店、2001年6月）
- 馬長寿著、氣賀澤保規訳・序文、梶山智史翻訳協力『碑刻史料からみた前秦隋初期の關中部族』（科学研究費補助金(基盤研究(B))研究成果報告書「中国南北朝後期隋唐期の石刻文字資料の集成・データベース構築と地域社会文化の研究」平成15年度-平成17年度、2005年3月）[7]

## 記念論文集
- 『明大アジア史論集』18号、氣賀澤保規先生退休記念号（明治大学東洋史談話会、2014年3月）